# Кухарь, Григорий Васильевич
Григорий Васильевич Кухарь (1938—2019) — советский и казахстанский государственный деятель. Глава администрации города Петропавловска в 1990—1993 годах.

## Биография
Родился 6 января 1938 года в селе Глинянка Барского района Винницкой области Украины.
Образование высшее, окончил Карагандинский политехнический институт по специальности «инженер-экономист».
Почётный гражданин Петропавловска.
Скончался 15 августа 2019 году в Петропавловске.

## Карьера
После службы в армии приехал в 1961 году в город Петропавловск по комсомольской путёвке.
В Петропавловске работал на различных должностях, от сварщика до заместителя управляющего трестами.
В 1984—1993 годах — первый заместитель председателя горисполкома, глава городской администрации Петропавловска.
Был председателем городского филиала «Общественного объединения ветеранов Республики Казахстан». Награждён медалями «За трудовую доблесть», «За освоение целинных и залежных земель», «Астана» (1998), «20 лет независимости Республики Казахстан» (2011), золотой медалью Ассамблеи народа Казахстана «Бiрлiк» (2015)..